# Utrka na 4000 m s preponama na Olimpijskim igrama
Osvajači olimpijskih medalja u atletskoj disciplini 4000 m s preponama, koja se u programu Igara našla samo jednom i to u muškoj konkurenciji, prikazani su u sljedećoj tablici:
| Olimpijske igre | Zlato             | Srebro                | Bronca                |
| Pariz 1900.     | John Rimmer (VBR) | Charles Bennett (VBR) | Sidney Robinson (VBR) |